# Vladimir Kravtsov
Vladimir Nikolajevitj Kravtsov (ryska: Владимир Николаевич Кравцов), född 19 oktober 1949 i Alytus, Litauiska SSR, död 2 december 1999 i Moskva, Ryssland, var en sovjetisk handbollsspelare (högersexa).
Han var med och tog OS-silver 1976 i Montréal och OS-silver 1980 i Moskva.